# بازيلية
بازيلية (الاسم العلمي: Basilea) هي جنس من البكتيريا، سلبية الغرام، تتبع فصيلة مقليات.